# Carlo Braida
Carlo Braida (Udine, 16 gennaio 1868 – San Vito al Tagliamento, 9 settembre 1929) è stato un ciclista su strada italiano, campione nazionale nella prova in linea nel 1890 a Treviso.

## Palmarès
- 1890

Campionati Italiani, Prova in linea